# Molnár János (evangélikus lelkész)
Molnár János (Csetnek, 1757. október 10. – Pest, 1819. november 28.) evangélikus lelkész, esperes.

## Élete
Földműves szülők gyermeke, apja Molnár János, anyja Demeter Erzsébet. Tanult szülővárosában, Miskolcon, Dobsinán, Szepesbélán, Lőcsén, Modorban és Sopronban négy évig, ahol a bölcseletet és teológiát hallgatta. 1782 nyári féléven Jenába ment, ahol teológiát és filológiát hallgatott. 1783-ban hazatérvén, Radványban (Zólyom megye) lelkésszé választották; 1787. október 24-én a pesti és budai evangélikus egyház lelkésze lett (midőn próba egyházi beszédét tartotta) és a pesti egyházkerület seniora volt. A budapesti evangélikus gyülekezet 1791 februárjában mutatta be hódolatát a megkoronázott magyar királynak; az ünnepélyes istentisztelet szónoka Molnár volt, akinek egyházi beszéde Leopold toszkánai uralkodására vonatkozó érdekes históriai, irodalmi és politikai jegyzetekkel jelent meg. 1791-től pesti egyházmegye esperes volt. Meghalt 1819. november 28-án Pesten. Halotti beszédet hivatali utóda, Kalchbrenner József mondott fölötte.

## Munkái
- Rede von der Herrschaft Gottes über die Herzen und Unternehmungen der Menschen, vorzüglich der Könige, bei dem am 18. Oktober 1789 wegen der glücklichen Eroberung Belgrads gefeierten Dankfest. Hely n., 1789. (Kézirata, censurai példány, a magyar nemzeti múzeumban)
- Wünsche und Fürbitten der evangelischen Gemeinde in Pest für Se. Majestät Joseph den Zweiten römischen Kaiser… Hely nélk., 1790
- Präliminarien zu einer historisch-kritischen Untersuchung über die Rechte und Freyheiten der protestantischen Kirche in Ungarn. Ein Beytrag zur Erleichterung der Verhandlungen über kirchliche Gegenstände auf dem nächst künftigen Reichstage in Ungarn. Gedruckt im protestantischen Deutschlande. Hely n., 1790
- Materialien zur Reformation des höheren katholischen Klerus in Ungarn. Hely n., 1790. (Névtelenül)
- Das Bild Leopold des Zweyten, nach den Grundsätzen der Bibel u. nach der Geschichte gezeichnet, eine Predigt zum Könige von Ungarn, … mit einem Anhang historischer, literarischer u. politischer Anmerkungen, die einen Theil seiner weisen Regierung in Toskana beleuchten u. gewissermassen auch zum bessern Verstand gegenwärtiger Predigt dienlich seyn werden. Hely n., 1791. (Kézirata, censurai példány, a m. n. múzeumban)
- Standrede bey dem Sarge der weyland Frau Susanna Freyin von Podmaniczky gebohrnen Kisfaludy de Kisfalud, welche am 29. Sept. 1794. in eine bessere Welt übergegangen ist: gehalten in Aszod d. 5. Okt. 1794. Pest. (Ism. Allg. Liter. Zeitung Jena u. Leipzig, 1794. 244.)
- Die Hoffnung besserer Zeiten, eine Rede, gehalten in dem Bethause der Augsb. Confessionsverwandten zu Wien am 22. May 1796. Hely nélkül, 1796
- Das Glück eines wahren Christen, eine Trauerrede… gehalten in Pesth am 4. Sept. 1797. Pest. (Gyászbeszéd Teleki József gróf felett. Kézirata, censurai példány, a m. n. múzeumban)
- Predigt bey Gelegenheit des Dankfestes für die siegreichen Waffen der kays. kön. Armee, gehalten in der freyen königlichen Stadt Pest am 25. August 1799. Pest
- Die christliche Vaterlandsliebe, eine Jubel-Predigt zur hundertjährigen Feyer der freystädtischen Gerechtsame, welche die Stadt Pest am 23. Okt. 1703 von Leopold dem Ersten wider erhalten hat. Vorgetragen am 23. Okt. 1803. Mit Anmerkungen. Pest. (Ism. Annalen der Literatur 1804. 79. sz. Kézirata, censurai példány, a m. n. múzeumban)
- Augsburg. Confession nach der deutschen Urschrift im ehemaligen Churfürstlich Mainzischen Reichs-Archiv, im gedrängten Auszuge bearbeitet zur dritten Saecular-Feyer der Reformation im Jahre 1817. Pest
- Ueber Kirchen-Sing-Chöre, von Joh. Nik. Forkel. Herausgegeben… Pest, 1818. (A kiadó előszavával)